# Hrafnkels saga
Die Hrafnkels saga Freysgoða (kurz Hrafnkatla) ist eine der kürzeren Isländersagas (Íslendinga sögur) und trotzdem eine der bedeutendsten. Sie ist seit 1839 in zwanzig Editionen erschienen und wurde in fünfzehn Sprachen übersetzt. Sie steht in einer Reihe mit so berühmten Isländersagas wie der Njáls saga und der Laxdœla saga. Sie schildert Ereignisse, die sich im Osten Islands zugetragen haben sollen. Charakteristisch ist die offensichtliche Moral der Saga, die deren eigentliches Thema ist.

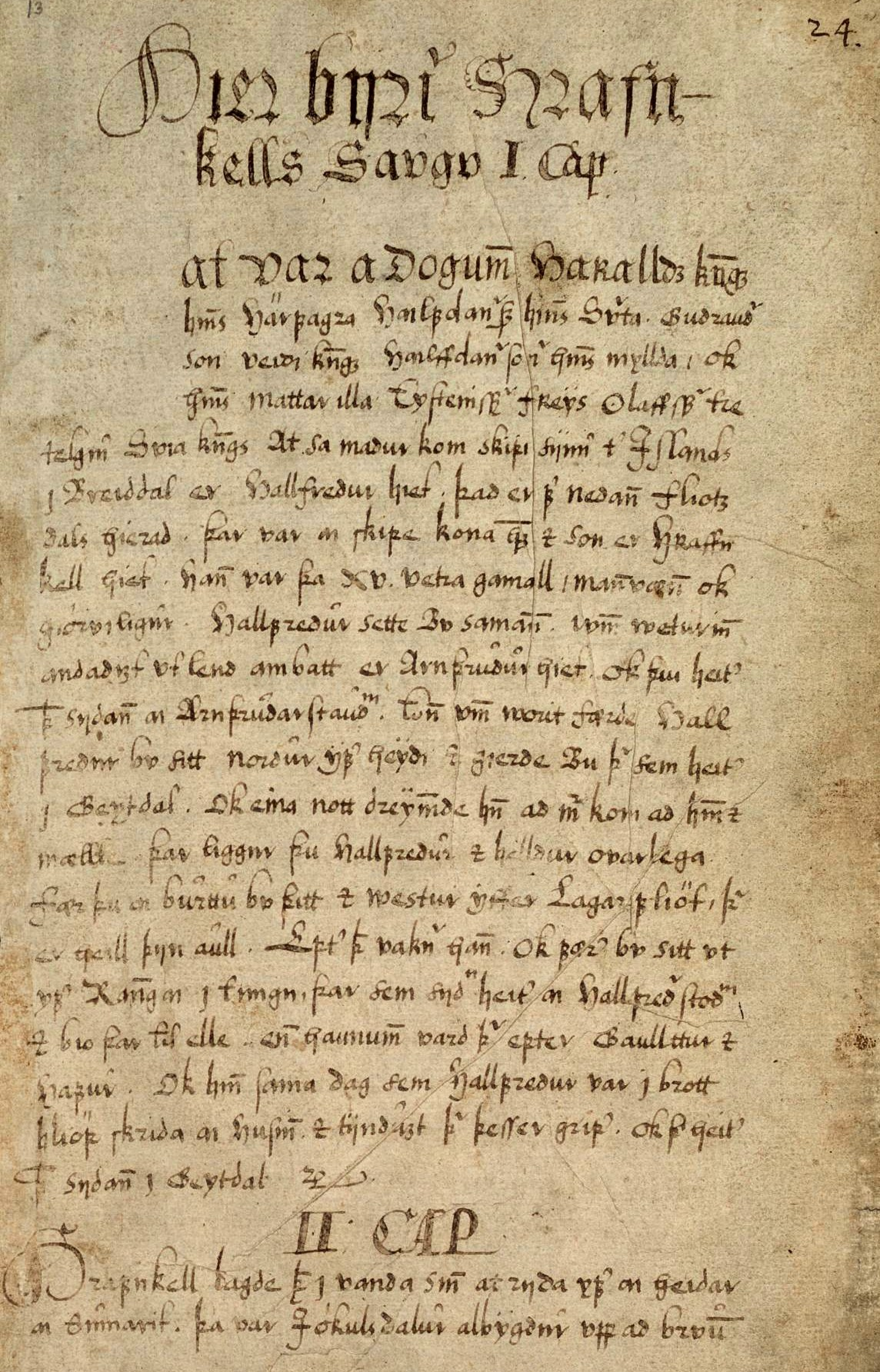
Die erste Seite der Hrafnkels saga eines isländischen Manuskripts (AM 156 fol) aus dem 17. Jahrhundert

## Entstehung
Die Hrafnkels saga wurde anonym in der zweiten Hälfte des 13. Jahrhunderts verfasst. Überlieferungsgeschichtlich lässt sie sich bis in das 15. Jahrhundert zurückverfolgen: Aus dem 15. Jahrhundert stammt ein Pergamentcodex mit dem Saga-Text (AM 162 I, fol. (M)), der heute nur noch aus einem Blatt besteht. Diese Handschrift hat bis in das 17. Jahrhundert überdauert und diente mehreren Abschriften auf Papier als Vorlage. Diese Abschriften bilden heute die Hauptquelle für den Saga-Text. Ein weiterer Pergamentcodex (AM 551e, 4to), um 1640, geht auf Þorleifur Jónsson aus Grafarkot in Hólar zurück. Nach seinem Entstehungsort nennt man ihn heute Grafarkotsbók. Die Handschrift selbst ist in einem sehr schlechten Zustand und nur schwer zu lesen.

## Historizität und Verfasser
Sigurður Nordal hat die Hrafnkels saga als eine literarische Fiktion bezeichnet, die von einem schreibenden Autor verfasst wurde. Die Saga hat ihm gemäß weder ein historisches Anliegen, noch wesentliche Bezüge zu einer ehemals mündlichen Hrafnkel-Überlieferung. Nach seiner Auffassung ist die Hrafnkels saga "einer der vollkommensten Kurzromane der Weltliteratur". Für diesen Sachverhalt sprechen seiner Meinung nach Erzählweise, Komposition und Charakteristik der Hauptpersonen.
Inzwischen urteilt die Forschung nicht mehr ganz so rigoros: Weder beansprucht die Saga, sich von einer mündlichen Tradition herzuleiten, noch will sie exakte historische Überlieferung sein. Der Autor der Hrafnkels saga wird aber auch nicht ganz ohne den Rückgriff auf mündliche Quellen ausgekommen sein, was aber weder sein literarisches Können, noch sein Verdienst beeinflusst. Es ist bekannt, dass der Autor die Landnámabók als Quelle benutzt hat. Welche anderen schriftlichen Quellen er kannte, ist ungesichert. Dietrich Hofmann hat sich gegen Nordals extreme Ablehnung mündlicher Einflüsse in der Hrafnkels saga gewendet und Spuren mündlicher Überlieferung im Hauptteil der Saga plausibel gemacht.
Ihr Verfasser muss ein gebildeter Geistlicher gewesen sein, denn in der Saga wird der Leser durchgehend mit christlichen Wertvorstellungen konfrontiert. Er hat das, was er aus mündlichen und schriftlichen Quellen schöpfte und in seiner Kompilation zusammengefasst hat, sicher für historisch gehalten, hat nach seinem Wissensstand und nach seinen Möglichkeiten die Quellen bearbeitet und interpretiert. Aus heutiger Sicht kann die Saga nicht als historisch verlässliche Quelle für die geschilderten Ereignisse gelten, denn schon zur Zeit des Verfassers wird sich die mündliche Überlieferung weit von der Wirklichkeit entfernt haben. In seiner literarischen Bearbeitung der Quellen hat der Verfasser diesen Abstand weiter vergrößert. Dass wesentliche Teile der Saga aber auf einer historischen Grundlage basieren, bezeugt die Erwähnung von Hrafnkell Hrafnsson in der Landnámabók, wenn auch Umbildungsprozesse durch die Text- und Sinnpflege der Überlieferungsträger zuletzt in ein literarisches Werk mündeten.
Es wird vermutet, dass es sich bei dem Verfasser der Hrafnkels saga um den Abt und Bischof Brandur Jónsson gehandelt habe. Der Stoff der Saga bezieht sich auf Ereignisse im Geschlecht der Freysgydlinge in den Jahren 1248 bis 1255. Die ethische Grundhaltung der Saga hält man für aus ausländischen Werken übernommen.

## Wert als Quelle
Neben den christlichen Werten äußert sich die Hrafnkels saga zu einigen altisländischen kulturellen Überzeugungen:
- über Freyfaxi und den Pferdekult, über rituelles Reiten und die Divination mittels des Wieherns heiliger Pferde;
- über die Stellung des Freyskultes im vorchristlichen Island;
- über die Verpflichtung des Goðentums Tempel zu gründen und zu unterhalten und den jeweiligen Kulten vorzustehen;
- die Aufhängung Hrafnkells und sieben seiner Leute mittels eines Seils, das ihm durch die Fersen gezogen wird, erinnert an die Art der Óðinns-Verehrung durch Hängen.

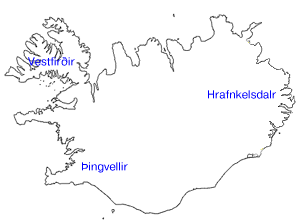
Orte der Hrafnkels saga

## Synopsis
Einer der Protagonisten der Hrafnkels saga, der junge Bauernsohn Einar, nimmt aus Not bei dem Freysgoden Hrafnkell auf Aðalból Arbeit als Hirte an. Da Hrafnkell geschworen hatte, jeden der auf seinem Pferd Freyfaxi reitet, das er dem Gott Freyr zugeeignet hatte, zu töten, warnt er Einar vor einem Ritt auf dem Pferd. Als dem Hirten aber einige Schafe fehlen, bricht er das Tabu, reitet, trotz Alternativen, Freyfaxi, und wird in der Folge von Hrafnkell erschlagen.

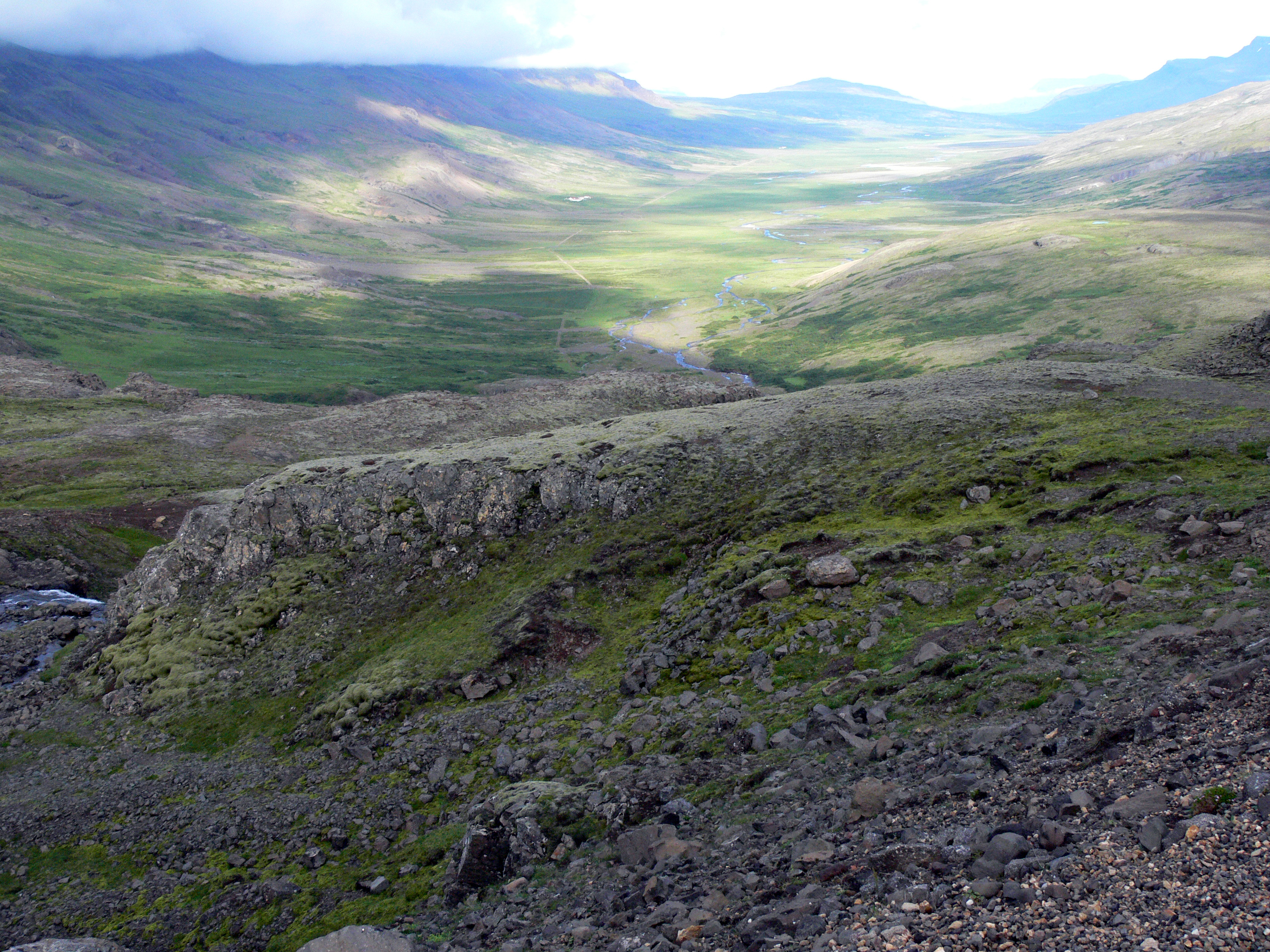
Hrafnkelsdalr, das Herrschaftsgebiet des Goden Hrafnkell

Auf der Suche nach Buße für seinen erschlagenen Sohn begibt sich Einars Vater Þorbjörn nach Aðalból zu Hrafnkell. Dieser prahlt damit, dass er noch nie für einen erschlagenen Mann Buße gezahlt habe, gesteht aber schließlich, dass seine Tat übel gewesen sei. Deshalb bietet er Þorbjörn eine großzügige Entschädigung für den Verlust seines Sohnes an. Aber der alte Þorbjörn lehnt Hrafnkells Angebot ab und verlangt die Hinzuziehung von Schiedsmännern. Hrafnkell empfindet dieses Ansinnen als Anmaßung, da sich Þorbjörn sozial mit ihm, dem einflussreichen Goðen, auf eine Stufe stellt.
Þorbjörn sucht nun nacheinander Bjarni, seinen Bruder, und Sámr, seinen Neffen, auf, und bittet um Unterstützung in seinem Rechtsstreit. Zuerst schlägt Sámr, wie zuvor Bjarni, vor, dass Þorbjörn sich demütig verhalte, und das Angebot des Goðen annehmen solle. Doch als dieser sich erneut weigert, verspricht Sámr gegen Hrafnkell auf dem Althing aufzutreten. Beide reiten zum Thing, wo sie die bittere Erfahrung machen, dass keiner der anwesenden Häuptlinge ihre Sache unterstützen will. Dies bringt Þorbjörn zur Vernunft und er will einlenken, aber Sámr verfolgt voller Ehrgeiz die Totschlagklage seines Onkels weiter. Von hier ab steht weniger die gerechte Sache im Fokus seiner Motivation, sondern die Hoffnung, persönlichen Vorteil zu gewinnen. Nachdem Sáms Rechtssache zuerst bei niemandem Gehör fand, gewinnt er zuletzt die Hilfe der Häuptlinge Þorkel und Þorgeirr aus dem Westfjord-Distrikt. Gemeinsam erreichen sie die Ächtung Hrafnkells. Þorkel und Þorgeirr begleiten ihn auch nach Aðalból, wo sie Hrafnkells Hof beschlagnahmen und ihn von dort vertreiben. Den Rat der Häuptlinge aus dem Westen, Hrafnkell zu töten, und so vor seiner Rache sicher zu sein, schlägt Sámr aus. Er übernimmt Hrafnkells Hof. Das Pferd Freyfaxi, als Auslöser des Verhängnisses, stößt er über eine Klippe in den Tod. Hrafnkells Tempel wird zerstört.
Hrafnkell steigt in seiner neuen Siedlung in Fljotsdalir erneut zu Ansehen und Reichtum auf und erfreut sich größerer Popularität als zuvor in Aðalból.
Sámrs Bruder Eyvindr kehrt, reich beladen mit Handelsgütern, nach Island zurück, und überquert auf dem Weg zu Sámr die Ländereien Hrafnkells. Dieser erfährt davon, sammelt Männer um sich, lauert Eyvindr auf und erschlägt ihn. Direkt nach dem Totschlag reitet er weiter auf seine ehemaligen Güter in Aðalból und vertreibt Sámr von dort.
Sámr wendet sich nach Westisland und erneut an Þorkel und Þorgeirr, sie um weitere Unterstützung bittend. Die beiden verweigern ihm, sich erneut im Osten, fern von ihren Siedlungen, zu engagieren, tadeln ihn stattdessen, dass er ihrem Rat, Hrafnkell zu erschlagen, damals nicht gefolgt ist. Sie bieten ihm aber an, unter ihrer Protektion zu leben, was Sámr aus Hochmut nicht annehmen kann.
Hrafnkell behauptet sein Ansehen und seinen Einfluss als Goðe. Er wurde nicht sehr alt und starb an einer Krankheit. Seine Söhne übernahmen Goðentum und Herrschaft.

## Kommentar
In der Hrafnkels saga stoßen zwei schwer zu vereinbarende Interpretationsansätze aufeinander:
Einerseits ist die Hrafnkels saga ein christliches Lehrstück: Ein Mann auf der Höhe seiner Macht sündigt und fällt, wandelt sich und steigt zu neuen Ehren auf (Schuld- und Sühne-Thematik). Hermann Pálsson ist der eifrigste Verfechter dieser christlichen Interpretation der Saga. Vor dem mittelalterlichen geistesgeschichtlichen Hintergrund unterliegen der Saga folgende christliche Motive:
- Der Warntraum im ersten Kapitel der Hrafnkels saga erinnert an einen vergleichbaren Warntraum im Buch Josua.
- Einars Entscheidung, trotz anderer, frei verfügbarer Pferde, Freyfaxi zu reiten, entspricht dem Sündenfall in der Genesis.
- Die Taktik, Þorgeirs Zehe zu ergreifen, um diesen zur Unterstützung zu bewegen, interpretiert Hermann Pálsson im Zusammenhang mit dem christlichen Mitleidkonzept des Bernhard von Clairvaux.
- Die zentrale Aussage der Saga, die in dem Sprichwort gipfelt "kurz ist die Spanne der Unmäßigkeit" (skömm er óhófs œvi) scheint sich an eine Sentenz von Martial anzulehnen: immodicis brevis est aetas.

Auch ohne christliche Bezüge zu bemühen tritt die Hrafnkels saga als Mahnung zu einem moralischen Lebenswandel auf: Sie zeichnet die biographische Entwicklung von Hrafnkell als moralisch und religiös gewandelten und geläuterten Menschen nach.
Andererseits sollte diese Interpretation nicht überinterpretiert werden: Hrafnkells Veränderung – beliebter (vinsæll), besonnener (gæfri), umgänglicher (og hægri að öllu) – bezieht sich in erster Hinsicht auf seine Einstellung seiner Umgebung gegenüber. Er hat sein Verhalten zu den ihm untergeordneten Menschen gewandelt. Er hat seine soziale Kompetenz entwickelt und ganz in den Dienst seines Machtstrebens gestellt und ist Allianzen eingegangen. Eine politische Interpretation als Verherrlichung ungezügelter Häuptlingsmacht, und die Abwendung von Heidentum und Machtmissbrauch nach seinem Fall ist ebenfalls berechtigt.
Die Hrafnkels saga ist ein Lehrstück über das Verhältnis von Gerechtigkeit und Unrecht. Sie will aber auch darüber belehren, dass der, der die Macht besitzt, sie am Ende auch wieder zurückerhält. Sámr und Þorbjörn besitzen nicht die sozialen und politischen Fähigkeiten, eine gesellschaftliche Machtposition lange auszufüllen: Sie sind Bauern, keine Goðen.
Hrafnkells Fehlerhaftigkeit ist sozial und religiös bedingt. Vor allem sein sozial unangemessenes Verhalten bietet dem Saga-Autor den Hintergrund für Hrafnkells Fall. Sein Stolz und seine Hybris sind die Ursache für seine Niederlage; am Ende zeigt die Hrafnkels saga, dass Sámr aus den gleichen Gründen scheitert. Während Hrafnkell sich gewandelt hat, und, zumindest nach außen hin, Mäßigkeit und Bescheidenheit praktiziert, verharrt Sámr in Hybris und Stolz. Der Saga-Schreiber plädiert für eine Ausgewogenheit im sozialen und religiösen Verhalten, die Balance, die er im Sinn hat, ist eine ethische. In der Hrafnkels saga ist die Moral der Erzählung die Erzählung.

## Bearbeitungen
- Poul Vad: Islandreise. Auf den Spuren einer Saga. Aus dem Dänischen von Hanns Grössel, C. Hanser Verlag, München / Wien, 1998.
- 2013 produzierten Butchers & Duchess in Zusammenarbeit mit Radio Q eine knapp eineinhalbstündige Hörspielfassung unter dem Titel Der Freyspriester Hrafnkell, die am 13. Dezember 2013 erstausgestrahlt wurde.

## Übersetzungen
- Die Geschichte vom Freyspriester Hrafnkel, Sammlung Thule, Altnordische Dichtung und Prosa, Bd. 12, Sieben Geschichten von den Ostland-Familien, übertragen von Gustav Neckel, Jena, 1913.
- Die Hrafnkels Saga, in: Sagas aus Ostisland, herausgegeben und aus dem Altisländischen übersetzt von Dirk Huth, München, 1999:71-101.
- Die Saga vom Goden Hrafnkell. Aus dem Altisländischen von Ingrid Pak. In: Ingrid Pak (Hg.): Die Leute aus den Ostfjorden – altisländische Erzählungen. Leipzig: Verlag Philipp Reclam jun., 1973. S. 114–145 u. 152–153. (Reclams Universal-Bibliothek. Band Nr. 525.)